# نادي أنديجان
نادي أنديجان (بالأوزبكية: Andijon professional futbol klubi)‏‎ هو نادي كرة قدم احترافي في الدوري الأوزبكي في مدينة أنديجان، أوزبكستان. تأسس عام 1964 تحت اسم سبارتاك. في عام 1969، تغير اسم النادي إلى أنديجانيز. شارك خلال الفترات 1964-1970، 1973-1974، و1986-1991 في بطولات الدوري السوفيتي|. بعد ذلك لعب النادي في الدوري الأوزبكي تحت اسم نافروز أنديجان. ومنذ عام 1997 يشارك النادي باسم نادي أنديجان لكرة القدم.
فاز بأول لقب له على الإطلاق في كأس أوزبكستان 2024، حيث تأهل النادي من خلال ذلك إلى دوري أبطال آسيا 2 2025–26، وهي أول مشاركة قارية في تاريخ النادي.

## اللاعبون

### التشكيلة الحالية
آخر تحديث مارس 2025.
ملاحظة: تشير الأعلام إلى المنتخب الوطني على النحو المحدد في قواعد الأهلية للفيفا. قد يحمل اللاعبون أكثر من جنسية واحدة غير تابعة للفيفا.
| الرقم | البلد           | المركز | اللاعب               |
| ----- | --------------- | ------ | -------------------- |
| 1     | أوزبكستان       | حارس   | إلدور أدخاموف        |
| 2     | أوزبكستان       | مدافع  | أبوبكر عاشوروف       |
| 4     | أوزبكستان       | مدافع  | إسلام ماماتكازين     |
| 5     | أوزبكستان       | مدافع  | عبد الوحيد غلاموف    |
| 6     | سلوفينيا        | وسط    | ألتين كريزيو         |
| 7     | أوزبكستان       | مهاجم  | روستام توردي مورودوف |
| 8     | أوزبكستان       | وسط    | إسكندر شايقولوف      |
| 9     | البوسنة والهرسك | وسط    | ميرزاد ميهانوفيتش    |
| 10    | أوزبكستان       | وسط    | إلخوم عبد الغنييف    |
| 11    | روسيا           | مهاجم  | إسلام ماشوكوف        |
| 12    | أوزبكستان       | حارس   | موخيربيك كوميلوف     |
| 13    | أوزبكستان       | وسط    | سردار عظيموف         |

| الرقم | البلد        | المركز | اللاعب               |
| ----- | ------------ | ------ | -------------------- |
| 14    | أوزبكستان    | مدافع  | عبد الرحمن كوميلوف   |
| 17    | أوزبكستان    | وسط    | فرهاد صاحب جانوف     |
| 18    | أوزبكستان    | وسط    | دامير تيميروف        |
| 22    | أوزبكستان    | مدافع  | عثمان علي إسمونالييف |
| 23    | أوزبكستان    | وسط    | دونيور عبد المنانوف  |
| 25    | أوزبكستان    | حارس   | فاليزون رحيموف       |
| 26    | أوزبكستان    | وسط    | محمد كريم تايروف     |
| 32    | الجبل الأسود | مدافع  | لوكا أوسكوكوفيتش     |
| 33    | أوزبكستان    | مدافع  | اوليغ زوتيف          |
| 66    | الجبل الأسود | مدافع  | ميومير دجوريتشكوفيتش |
| 71    | أوزبكستان    | وسط    | بكتمير عبد المنانوف  |
| 88    | أوزبكستان    | وسط    | شوخجاهون يوركينبوييف |

## الإنجازات
- كأس أوزبكستان
  - البطل (1): 2024
- دوري السوبر الأوزبكي
  - البطل (3): 2005، 2018، 2022
- دوري الدرجة الأولى الأوزبكي
  - الوصيف (1): 2013